# Peribatodes marinaria
Peribatodes marinaria är en fjärilsart som beskrevs av Clue 1928. Peribatodes marinaria ingår i släktet Peribatodes och familjen mätare. Inga underarter finns listade i Catalogue of Life.